# Enrique Villar Montero
Enrique Villar Montero (Logroño, 1939-Logroño, 2010) fue un político español de ideología conservadora. Participó activamente en las instituciones del País Vasco tras la dictadura de Francisco Franco. Ejerció como procurador en las Juntas Generales de Álava, miembro del Parlamento Vasco y delegado del Gobierno español en el País Vasco.

## Biografía
Estudió ingeniería agrónoma para posteriormente trabajar en el sector agrario de La Rioja y Álava. En 2004 el Gobierno de José María Aznar le condecoró con la Gran Cruz de la Orden de Isabel la Católica. Se jubiló tras 40 años de vida institucional en el País Vasco. Falleció en Logroño el 25 de marzo de 2010.

## Trayectoria política
En 1979 se presentó en las listas de UCD en las primeras elecciones democráticas al ayuntamiento de Vitoria, obteniendo la concejalía. Al haber sido concejal electo de Vitoria automáticamente fue apoderado electo de la Hermandad de Vitoria a las Juntas Generales de Álava, ya que en las elecciones municipales de 1979 los concejales de Vitoria eran al mismo tiempos procuradores en las Juntas Generales de Álava.
En las elecciones autonómicas de 1990 logró el acta de diputado por Álava. Renovando dicho cargo en las siguientes elecciones en 1994. En 1996, tras la victoria del Partido Popular en las elecciones generales, fue nombrado Delegado del Gobierno español en el País Vasco, en sustitución del recién fallecido José Antonio Aguiriano.
En 2004 por petición propia, abandonó el puesto de Delegado del Gobierno.